# Iochroma tingoanum
Iochroma tingoanum är en potatisväxtart som beskrevs av S.Leiva. Iochroma tingoanum ingår i släktet Iochroma och familjen potatisväxter. Inga underarter finns listade i Catalogue of Life.